# Annett Lorisz
Annett Lorisz (* 1968 in Detmold) ist eine deutsche Journalistin, Moderatorin und Redakteurin und Sprecherin.

## Leben
Nach ihrem Abitur 1990 an der Gustav-Stresemann-Wirtschaftsschule in Mainz studierte Annett Lorisz bis 1994 Anglistik, Soziologie und Filmwissenschaften an der Johannes-Gutenberg-Universität Mainz. Während ihres Studiums arbeitete sie als Moderatorin und Redakteurin bei RPR in Mainz und Frankfurt.
1993 wechselte sie zu SWF3 nach Baden-Baden, wo sie ebenfalls als Moderatorin und Redakteurin arbeitete. Gemeinsam mit Ute Welty und Stefanie Tücking entwickelte Lorisz dort das Comedy Format Zickenalarm, das später auch in SWR3 ausgestrahlt wurde.
Von 1999 bis 2006 arbeitete sie als Moderatorin und Redakteurin bei SWR3 in Baden-Baden. Unter anderem war sie gemeinsam mit Stefanie Tücking für den SWR3 Lesetag verantwortlich und verfasste regelmäßig Buchtipps.
Ab 2006 arbeitete Annett Lorisz als Moderatorin und Redakteurin bei SWR1 Der Abend in Baden-Baden. Von 2011 bis 2012 machte sie zusätzlich eine einjährige Ausbildung zur Hundetrainerin. Ihre Expertise setzt sie als Redakteurin im SWR1 Hunderatgeber Sitz Platz Aus ein.
Seit 2018 moderiert Lorisz bei SWR1 Baden-Württemberg in Stuttgart die Sendestrecken ab 16 Uhr und freitags regelmäßig den Musikklub Rock, wo sie Rockklassiker der 60er bis 90er Jahre sowie neue Rockmusik vorstellt. Zudem moderiert sie seit 2018 die SWR1 Hitparade Baden-Württemberg, zuerst mit Patrick Neelmeier, seit 2021 gemeinsam mit Jochen Stöckle.

## Auszeichnungen
Im Jahr 2007 erhielt Lorisz gemeinsam mit Stefanie Tücking den Preis der Stiftung Lesen für den SWR3 Lesetag.
2011 wurde ihr der DGE-Journalistenpreis in der Kategorie Hörfunk für das Feature Gesund essen – wie geht das? verliehen. Die Sendung wurde zuvor in SWR 1 Der Abend ausgestrahlt und behandelte das Thema Ernährung und Diäten.